# سیمون ویلر
سیمون ویلر (به انگلیسی: Simone Weiler) (زادهٔ ۱۶ دسامبر ۱۹۷۸) شناگر اهل آلمان است.